# Эксагамглоген аутотемцел
Эксагамглоген аутотемцел — первая генная CRISPR/Cas9-терапия для лечения серповидноклеточной анемии. Одобрена для применения: США (2023). Разработана компанией Vertex Pharmaceuticals.

## Механизм действия
Генная CRISPR/Cas9-терапия.

## Показания
- Серповидноклеточная анемия[2]